# دومینووو
دومینووو (به لهستانی:  Dominowo) یک روستا در لهستان است که در گمینا دومینووو واقع شده‌است.